# 8. август
8. август (8. 8.) је 220. дан у години по грегоријанском календару (221. у преступној години). До краја године има још 145 дана.

## Догађаји
- 870 — Западнофраначки краљ Карло Ћелави и источнофраначки краљ Лудвиг Немачки склопили су Мерсенски споразум о подели Средње Франачке после смрти Лотара II.
- 1539 — Турци су преотели Херцег Нови од Шпанаца. Посредовањем Француза Млечани су се због свега тога издвојили из Светог Савеза.
- 1570 — Француски краљ Шарл IX и вођа хугенота Гаспар де Колињи су потписали мир из Сен Жермена којим је окончан Трећи хугенотски рат.
- 1588 — Енглеска флота под командом лорда Хауарда и сер Франсиса Дрејка поразила шпанску Непобедиву армаду код Гравелена.
- 1918 — Почела је битка код Амијена која је означила почетак савезничка Стодневне офанзиве на Западном фронту у Првом светском рату.
- 1929 — Немачка летелица Граф Целепин започела је пут око света.
- 1881 — Основана је Гимназија „Бора Станковић“ у Врању.
- 1945 — Склопљен Лондонски споразум о Међународном војном трибуналу.
- 1949 — Бутан је постао независна држава.
- 1963 — Петнаесточлана банда је украла 2,6 милиона фунти из воза који је ишао од Глазгова ка Лондону.
- 1967 — Индонезија, Малезија, Филипини, Сингапур и Тајланд су основали Удружење држава југоисточне Азије.
- 1974 — Амерички председник Ричард Никсон је у телевизијском обраћању нацији најавио да ће сутрадан поднети оставку због афере Вотергејт.
- 1986 — Премијера дугометражног цртаног филма Трансформерси.
- 2008 — У Пекингу су отворене XXIX. летње олимпијске игре.

## Рођења
- 1898 — Павле Бихали, српски издавач, књижевник и преводилац. (прем. 1941)
- 1901 — Ернест Лоренс, амерички нуклеарни физичар, добитник Нобелове награде за физику (1939). (прем. 1958)
- 1902 — Пол Дирак, енглески теоријски физичар, добитник Нобелове награде за физику (1933). (прем. 1984)
- 1910 — Силвија Сидни, америчка глумица. (прем. 1999)
- 1921 — Естер Вилијамс, америчка пливачица и глумица. (прем. 2013)
- 1925 — Алија Изетбеговић, босанскохерцеговачки политичар и државник. (прем. 2003)
- 1930 — Божидар Ковачек, српски историчар књижевности и театролог, председник Матице српске (1999—2007). (прем. 2007)[1]
- 1935 — Бранислав Јовин, српски архитекта и урбаниста. (прем. 2018)
- 1937 — Дастин Хофман, амерички глумац, редитељ и продуцент.
- 1943 — Есма Реџепова, македонска певачица и хуманитарка. (прем. 2016)
- 1946 — Драгутин Шурбек, хрватски стонотенисер. (прем. 2018)
- 1949 — Кит Карадин, амерички глумац.
- 1951 — Луј ван Гал, холандски фудбалер и фудбалски тренер.
- 1953 — Најџел Менсел, британски аутомобилиста, возач Формуле 1.[2]
- 1954 — Драгиша Пешић, црногорски политичар, последњи премијер СР Југославије. (прем. 2016)
- 1956 — Милош Шестић, српски фудбалер.
- 1961 — Сања Вејновић, хрватска глумица и продуценткиња.
- 1967 — Бранко Брновић, црногорски фудбалер и фудбалски тренер.
- 1978 — Луј Саха, француски фудбалер.
- 1979 — Рашард Луис, амерички кошаркаш.
- 1981 — Ванеса Амороси, аустралска музичарка.
- 1981 — Мирјана Повић, српска астрофизичарка и хуманитарни радник.
- 1981 — Роџер Федерер, швајцарски тенисер.
- 1983 — Ивана Ђерисило, српска одбојкашица.
- 1985 — Маринко Матошевић, аустралијски тенисер.
- 1986 — Катерина Бондаренко, украјинска тенисерка.
- 1988 — Данило Галинари, италијански кошаркаш.
- 1988 — Бруно Мезенга, бразилски фудбалер.
- 1990 — Бранкица Себастијановић, српска глумица.
- 1992 — Дилан и Кол Спраус, амерички глумци.
- 1993 — Сања Вучић, српска певачица.
- 1994 — Игор Вујачић, црногорски фудбалер.
- 1998 — Шон Мендес, канадски музичар.
- 2000 — Феликс Оже Алијасим, канадски тенисер.[3]
- 2000 — Златан Шеховић, српски фудбалер.

## Смрти
- 1884 — Мирослав Тирш, чешки филозоф и историчар уметности, оснивач соколског покрета. (рођ. 1832)
- 1898 — Ежен Буден, француски сликар. (рођ. 1824)
- 1902 — Џејмс Тисо, француски сликар и илустратор. (рођ. 1836)
- 1928 — Стјепан Радић, хрватски политичар, оснивач Хрватске сељачке странке. (рођ. 1871)
- 1930 — Илија Станојевић, српски глумац, комичар, сценариста и редитељ. (рођ. 1859)
- 1941 — Бранко Крсмановић, југословенски револуционар, учесник Шпанског грађанског рата и Народноослободилачке борбе и народни херој Југославије. (рођ. 1915)
- 1965 — Ширли Џексон, америчка списатељица. (рођ. 1916)
- 1985 — Луиза Брукс, америчка глумица и плесачица. (рођ. 1906)
- 1986 — Гордана Косановић, српска глумица. (рођ. 1953)
- 1991 — Џејмс Ирвин, амерички астронаут, ваздухополовни инжењер и војни пилот, осми човек који је крочио на Месец. (рођ. 1930)
- 1996 — Невил Френсис Мот, британски физичар, добитник Нобелове награде за физику (1977). (рођ. 1905)
- 2010 — Патриша Нил, америчка глумица. (рођ. 1926)
- 2013 — Карен Блек, америчка глумица, сценаристкиња и музичарка. (рођ. 1939)
- 2022 — Оливија Њутон Џон, енглеско-аустралијска музичарка и глумица. (рођ. 1948)
- 2023 — Федерико Бамонтес, шпански бициклиста. (рођ. 1928)
- 2023 — Сиксто Родригез, амерички музичар. (рођ. 1942)

## Празници и дани сећања
- Српска православна црква данас прославља:
  - Преподобномученица Параскева
  - Свети Сава III Српски
- Светски дан мачака